# Cyclophora griseor
Cyclophora griseor là một loài bướm đêm trong họ Geometridae.